# Njord (album)
Njord är ett musikalbum från 2009 av Gothic metalbandet Leaves' Eyes och handlar om vikingar som även är temat från tidigare albumet vinland saga.

## Låtlista
1. Njord
2. My destiny
3. Emerald Island
4. Take the devil in me
5. scarborough fair
6. Through your veins
7. Irish rain
8. Northbound
9. Ragnarok
10. Morgenland
11. The holy bond
12. Froja's theme